# Mario de las Casas
Mario de las Casas Ramírez (* 31. Januar 1901, nach anderen Quellen 31. Januar oder 12. August 1905 in Lima; † 10. Oktober 2002 in Callao) war ein peruanischer Fußballspieler und -trainer. Er nahm an der ersten Fußball-Weltmeisterschaft 1930 teil.

## Karriere
Die Karriere de las Casas‘ ist teilweise lückenhaft dokumentiert. Er spielte von 1919 bis 1921 in seiner Geburtsstadt Lima bei Sportivo Tarapacá Ferrocarril . Wo er in den Folgejahren bis 1928 spielte, ist nicht bekannt. 1928 und 1929 war er Spielertrainer bei Federación Universitaria. Mit diesem Klub wurde er 1929 peruanischer Meister. Für denselben Klub, 1931 in Universitario de Deportes umbenannt, wird ihm die Meisterschaft als Trainer 1934 zugeschrieben.
Zwischen 1930 und 1935 bestritt de las Casas mindestens drei Spiele für die peruanische Nationalmannschaft, in denen er ohne Torerfolg blieb.
De las Casas nahm an der Südamerikameisterschaft 1929 und 1935 teil. 1929 wurde er nicht eingesetzt, 1935 bestritt er eine Partie.
Anlässlich der ersten Fußball-Weltmeisterschaft 1930 in Uruguay wurde de las Casas in das peruanische Aufgebot berufen. Er wurde in den beiden Vorrundenspielen gegen Rumänien und Uruguay eingesetzt. Nach der Vorrunde schied Peru als Gruppenletzter aus dem Turnier aus.

## Andere Sportarten
1926 gründete er mit einer Gruppe von Vereinsführern den peruanischen Basketballverband, dessen erster Präsident er wurde.